# Campionato brasiliano maschile di pallanuoto
Il campionato brasiliano maschile di pallanuoto è un insieme di tornei pallanuotistici maschili nazionali istituiti dalla Confederação Brasileira de Desportos Aquáticos (CBDA). La massima divisione del campionato è la Liga Nacional, a cui partecipano le migliori undici squadre della nazione.

## Divisioni

### Liga Nacional
La Liga Nacional è la massima divisione del campionato brasiliano. Al torneo partecipano 11 squadre racchiuse in un unico girone, con la formula di un girone all'italiana con andata e ritorno. Al termine di questa inizia per le squadre qualificate una fase ad eliminazione diretta per decretare il vincitore del campionato. Dal 2010 è stato introdotto, inoltre, un turno di qualificazione che precede l'inizio del torneo per permettere a più squadre di partecipare. La Liga Nacional assume la sua denominazione nel 2008, mentre tra il 1994 e il 2007 era denominata Troféu João Havelange, in onore di João Havelange, ex pallanuotista brasiliano.

#### Squadre partecipanti
Aggiornato alla stagione 2011
| Squadra                        | Città | Piazzamento nella stagione 2010 |
| Botafogo                       | -     | -                               |
| Flamengo                       | -     | -                               |
| Fluminense                     | -     | -                               |
| Pinheiros                      | -     | -                               |
| Paulistano                     | -     | -                               |
| C. Paineiras do Morumby        | -     | -                               |
| SESI/SP                        | -     | -                               |
| Clube Amazonense               | -     | -                               |
| Clube Náutico Cearense         | -     | -                               |
| Clube Curitibano               | -     | -                               |
| Associação de Polo Aquático/SC | -     | -                               |

#### Albo d'oro Troféu João Havelange (1994-2007)
| Stagione | Vincitore  | Secondo Posto | Terzo posto | Note |
| 1994     | Flamengo   |               |             |      |
| 1995     | Botafogo   |               |             |      |
| 1996     | Botafogo   |               |             |      |
| 1997     | Fluminense |               |             |      |
| 1998     | Fluminense |               |             |      |
| 1999     | Fluminense |               |             |      |
| 2000     | Fluminense |               |             |      |
| 2001     | Fluminense |               |             |      |
| 2002     | Guanabara  |               |             |      |
| 2003     | Fluminense |               |             |      |
| 2004     | Pinheiros  |               |             |      |
| 2005     | Botafogo   |               |             |      |
| 2006     | Fluminense |               |             |      |
| 2007     | Pinheiros  |               |             |      |

#### Albo d'oro Liga Nacional (2008-)
| Stagione | Vincitore  | Secondo Posto | Terzo posto         | Note |
| 2008     | Pinheiros  | Fluminense    | Botafogo Flamengo   |      |
| 2009     | Pinheiros  | Fluminense    | Botafogo Paineiras  |      |
| 2010     | Pinheiros  | Fluminense    | Paulistano Botafogo |      |
| 2011     | Fluminense | Pinheiros     | SESI Botafogo       |      |

## Struttura del campionato
| Livello | Divisione                | Divisione                | Divisione                | Divisione                | Divisione                | Divisione                | Divisione                | Divisione                | Divisione                | Divisione                | Divisione                | Divisione                |
| ------- | ------------------------ | ------------------------ | ------------------------ | ------------------------ | ------------------------ | ------------------------ | ------------------------ | ------------------------ | ------------------------ | ------------------------ | ------------------------ | ------------------------ |
| 1       | Liga Nacional 11 squadre | Liga Nacional 11 squadre | Liga Nacional 11 squadre | Liga Nacional 11 squadre | Liga Nacional 11 squadre | Liga Nacional 11 squadre | Liga Nacional 11 squadre | Liga Nacional 11 squadre | Liga Nacional 11 squadre | Liga Nacional 11 squadre | Liga Nacional 11 squadre | Liga Nacional 11 squadre |